# Comité Olímpico Nacional de Ucrania
El Comité Olímpico Nacional de Ucrania es el Comité Nacional Olímpico de Ucrania, fundado en 1993 y reconocido por el COI ese mismo año.